# Divuitena
Durant l'edat moderna, les divuitenes eren un tipus de comissió o junta de divuit persones que es formaven amb sis membres de cada un dels tres braços durant la reunió d'una Junta de Braços. Tenien sempre un objectiu específic sobre el que podien intervenir, fiscalitzar i executar decisions polítiques. Era una mena de "comissió delegada temàtica" amb plens poders per a intervenir en l'acció executiva de la Diputació del General. Fou un instrument de major participació, i intervenció, en el funcionament regular de la Diputació del General de Catalunya, impulsat a les Corts de Montsó (1585), degut a la necessitat de redreç polític i financer de la institució. Aquesta estructura d'acció política va permetre la participació de més de 600 persones entre els triennis 1587-1590. Un altre format, segons les circumstàncies, va ser la trenta-sisena, amb la mateixa metodologia de treball però amb el doble de representants per cada braç. Es va abolir amb els decrets de Nova Planta (1707-16).